# Caligo martia
Espèce

 Caligo martia  est une espèce de lépidoptères (papillons) de la famille des Nymphalidae, de la sous-famille des Morphinae et du genre Caligo. Il fait partie du groupe de Caligo arisbe.

## Description
Caligo martia est un très grand papillon, d'une envergure variant de 100 mm à 110 mm, au bord externe des ailes festonné, au dessus des ailes de couleur marron avec une large bande blanche aux ailes antérieures, du milieu du bord costal jusqu'à proximité de l'angle externe.
Le revers est marron marbré de beige doré avec un très gros ocelle noir cerclé de jaune sur chaque aile postérieure mimant les yeux d'un hibou ou d'une grenouille arboricole.

## Biologie

### Plantes hôtes
Les plantes hôtes de sa chenille sont  Echinochloa crus-galli, et Pennisetum purpureum ,.

## Écologie et distribution
Caligo martia est présent au Brésil.

## Systématique
L'espèce Caligo martia a été décrite par l'entomologiste français Godart en 1824 sous le nom initial de Morpho martia, la localité type est le Brésil.

### Synonymie
- Morpho martia Godart, 1824 Protonyme

## Caligo martia et l'Homme

### Protection
Pas de statut de protection particulier